# Плесецкий сельский район
Плесецкий сельский район — административно-территориальная единица в составе Архангельской области, существовавшая в 1963—1965 годах. Центр — Плесецк.
В связи с введением деления СССР на сельские и промышленные районы, в составе Архангельской области в 1963 году был образован Плесецкий сельский район с центром в рабочем посёлке Плесецк. Упразднённый Плесецкий район был разделён на два района: Плесецкий сельский район и Плесецкий промышленный район. 
В состав Плесецкого сельского района вошли сельсоветы: Посадный, Сосновский, Тарасовский и Холмогорский (от упразднённого Плесецкого района), Мудьюжский, Прилукский,  Усть-Кожский, Хачельский и Чекуевский (от упразднённого Онежского района), Красновский, Ундозерский и Федовский (от упразднённого Приозёрного района).
Решением Архангельского облисполкома от 14.08.1964 в состав Плесецкого промышленного района из Плесецкого сельского района был передан Холмогорский сельсовет. 
Указом Президиума ВС РСФСР от 12 января 1965 года и решением Архангельского облисполкома от 18 января 1965 года Плесецкий сельский район был преобразован в Плесецкий район. Красновский, Сосновский, Тарасовский, Ундозерский и Федовский сельсоветы Плесецкого сельского района вошли в состав Плесецкого района, а Мудьюжский, Посадный, Прилукский, Усть-Кожский, Хачельский и Чекуевский сельсоветы — в состав вновь образованного Онежского района.